# Profítis Ilías (Athènes)
Pour les articles homonymes, voir Profítis Ilías.
Profítis Ilías (grec moderne : Προφήτης Ηλίας, « Prophète Élie ») est un quartier d'Athènes, en Grèce. Il se situe autour de l'église du même nom. Il est traversé par l'avenue Ymitoύ.